# La Forêt de Miyori
La Forêt de Miyori (ミヨリの森, Miyori no mori) est un manga d'Hideji Oda, publié en trois parties par Akita Shoten au Japon entre 2004 et 2008 et par Milan en France entre 2008 et 2009. Il est adapté en un film d'animation réalisé par Nizo Yamamoto et sorti en 2007 à la télévision japonaise.

## Résumé
Alors que ses parents se séparent, Miyori vient vivre chez ses grands-parents, aux abords d'une vieille forêt pleine de vie. Tentant de s'adapter à sa nouvelle vie, Miyori découvre qu'elle est la gardienne protectrice de cette forêt magique et qu'elle va devoir tout mettre en œuvre pour la sauver d'un projet de barrage qui engloutirait tous les alentours.

## Liste des albums
Les albums sont édités au Japon par Akita Shoten et en France par Milan dans la collection « Kankô ».
- La Forêt de Miyori (ミヨリの森, Miyori no mori?)
- Les Saisons de Miyori (ミヨリの森の四季, Miyori no mori no shiki?)
- Les Saisons de Miyori - Épilogue (続・ミヨリの森の四季, Zoku Miyori no mori no shiki?)